# Heikki Klemetti
Heikki Klemetti (ur. 14 lutego 1876 w Kuortane, zm. 26 sierpnia 1953 w Helsinkach) – fiński kompozytor i dyrygent.

## Życiorys
Studiował filozofię na Uniwersytecie Helsińskim, następnie odbył studia muzyczne w Stern’sches Konservatorium w Berlinie. Organizował fiński ruch śpiewaczy, w 1900 roku założył chór męski (od 1907 roku chór mieszany) Suomen Laulu, z którym koncertował w Europie, a w 1939 roku wystąpił w Stanach Zjednoczonych. W latach 1919–1945 współpracował jako krytyk muzyczny z gazetą „Uusi Suomi”. Od 1923 roku był profesorem Uniwersytetu Helsińskiego, w 1936 roku otrzymał tytuł doktora honoris causa jego wydziału muzycznego, a w 1946 roku wydziału teologicznego. Był członkiem Królewskiej Akademii Muzycznej w Sztokholmie.
Opublikował pracę o historii muzyki fińskiej (1916), podręczniki do śpiewu chóralnego (1917) i zbiór pieśni z przeznaczeniem do muzykowania szkolnego oraz domowego (3 tomy, 1927–1928). Był autorem licznych utworów chóralnych. Skomponował 5 mszy z antyfonami dla Ewangelicko-Luterańskiego Kościoła Finlandii, w 1924 roku włączonych do oficjalnego śpiewnika kościelnego.